# Rüpel
Ein Rüpel ist ein ungehobelter, respektloser, unhöflicher und aggressiver Mensch mit schlechten, schroffen und teils provozierenden Umgangsformen. Das Wort wird abwertend und praktisch ausschließlich in Bezug auf Männer verwendet. Rüpel ist in etwa gleichbedeutend mit dem Begriff Flegel, allerdings mit noch stärkerer Betonung auf der Aggressivität. Das Verbum rüpeln bedeutet ‚sich rüpelhaft benehmen‘.
Die Bezeichnung ist eine alte Kurz-/Koseform des Namens Ruprecht; ein Zusammenhang mit der – ebenso wie der Begriff Rüpel erstmals im 16. Jahrhundert auftretenden – Figur des Knechts Ruprecht ist naheliegend.

## Bedeutungsähnliche Begriffe
- Grobian
- Prolet / Proll
- Rowdy